# 헨리 M. 잭슨

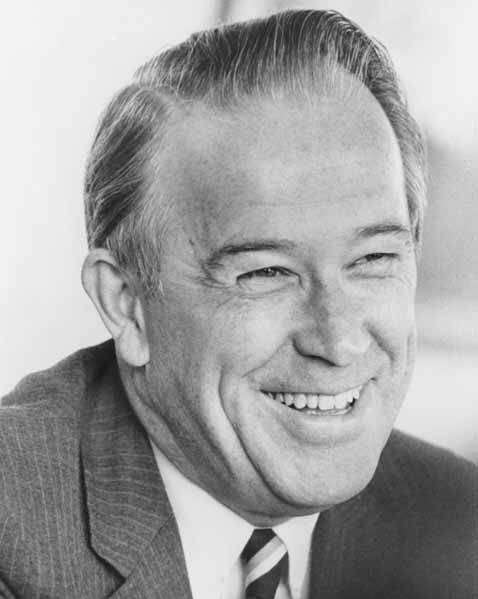

헨리 M. 잭슨(Henry M. Jackson, 본명: 헨리 마틴 "스쿠프" 잭슨, Henry Martin "Scoop" Jackson, 1912년 5월 31일 - 1983년 9월 1일)은 워싱턴주에서 미국 하원(1941-1953)과 미국 상원의원(1953-1983)을 역임한 미국의 변호사이자 정치인이었다. 냉전 시대의 자유주의자이자 반공산주의자인 민주당 의원인 잭슨은 군비 지출 증가와 소련에 대한 강경 노선을 지지하는 동시에 사회 복지 프로그램, 민권 및 노동 조합도 지지했다.